# Dones a l'edat mitjana
Les dones a l'edat mitjana reflectien la piràmide social general de l'edat mitjana i, per tant, tenien vides ben diferents segons l'estament i la funció a què estiguessin destinades, però en general adoptaven un rol subordinat respecte a l'home, quedant relegades a la llar o a la vida religiosa. Es repetia la relació de vassallatge en l'àmbit domèstic, on els homes actuaven com a senyors de la casa. Tot i així, algunes dones van desafiar aquests models i van conrear les ciències, les arts i el pensament.

## Les dones nobles
Les dones nobles tenien un paper clau en el manteniment de les aliances i les dinasties al poder i el seu matrimoni era pactat des de la infantesa per assegurar aliances polítiques, encara que no se celebrés de manera efectiva fins a la pubertat. El marit passava a tenir el control de la vida de la muller, que es mudava a viure a les seves possessions. Existia la figura del matrimoni secret, en què una parella es casava i consumava la unió i després l'anunciava en públic per escapar de casaments forçosos, però era una figura perseguida per les famílies. L'esglèsia, però, el reconeixia, per garantir la primacia del sagrament per sobre de les pressions del poder secular. Els escrits destinats als confessors contenen moltes especificacions sobre el sexe dins del matrimoni, restriccions que s'aplicaven sobretot als dies en què no es podia mantenir relacions sexuals, i a la fidelitat de les dones per garantir la puresa de la sang dels hereus. L'adulteri femení era severament castigat, perquè interferia en la successió legítima, a part de ser considerat un pecat de luxúria.
Atès que molts matrimonis se celebraven entre homes més grans que elles per garantir la fertilitat de l'esposa, la figura de la vídua va esdevenir comuna. Si els fills eren menors d'edat, ella podia convertir-se en l'hereva legal de les terres del marit, fet que va provocar que diverses dones assolissin quotes de poder molt àmplies. L'esperança de vida era, tanmateix, menor en les dones que en els homes, no sols per les morts durant el part sinó per una dieta insuficient en ferro. Només les guerres i epidèmies equilibraven la piràmide demogràfica. Aquesta situació es va invertir al final del període amb la millora generalitzada en l'alimentació.
Als períodes i regions on la monarquia tenia més poder, les reines van adoptar rols més actius, mentre que allà on el poder reial es diluïa en favor de comtes i barons, elles perdien capacitat d'acció.
Una de les principals ocupacions de les dones nobles era la costura. Filar i brodar es consideraven activitats apropiades per a elles, ja que pertanyien a l'àmbit domèstic i les impedien estar ocioses, fet que podia fer-les caure en el pecat de l'accídia o ocupar-se d'afers impropis. Tenien cambres separades, amb serventes de rang, per impedir que es barregessin amb potencials amants.
Les dones que havien accedit a una educació van destacar sovint pel refinament de la vida cortesana, com per exemple aquella lligada als trobadors. La poesia i la música ocupaven bona part del dia d'aquestes persones, que es mostraven com a model d'elegància per a altres dames. La misogínia de l'època va veure's plasmada en nombrosos escrits que criticaven l'accés de les dones a la formació i ridiculitzaven la dama massa instruïda. L'Església sovint alertava contra els tipus de llibres que podien ser aptes per a la ment femenina, ja que la lectura femenina va augmentar en temps de pau per la quantitat d'hores lliures de què disposaven les dames d'alt llinatge.
Ocasionalment, les dames van participar en la guerra, ja fos per defensar el castell dirigint els soldats en absència o mort del marit, o com a acompanyants dels seus esposos en les croades, que com a campanyes que duraven mesos sovint traslladaven gent de tot el feu, incloent-hi la família, com per exemple va succeir amb Berenguera de Navarra.

## Les religioses
Els monestirs femenins oferien oportunitats de formació i llibertat per a les dones fora del control familiar. Moltes de les pensadores i artistes del període estan lligades a la vida religiosa, perquè els permetia dedicar part del seu temps a l'exercici intel·lectual, com ara Hildegarda de Bingen. Això era palès especialment entre les monges de classe elevada, les quals pagaven bons dots en entrar en religió per assegurar-se la manutenció. Com que no podien ser ordenades, les seves funcions als convents eren similars a les de les cortesanes. Les abadesses dirigien aquests complexos, que podien acumular terres, donatius i actuar com a feus, i van convertir-se en una important figura de poder polític i religiós.
Maria era el model a seguir i, per tant, d'ella s'imitava la modèstia i la fe inqüestionable en Déu. Això va comportar algunes discussions entre els bisbes i determinades religioses, la influència de les quals no era ben vista entre els ordes masculins i se les instava a romandre en silenci treballant en feines domèstiques i cantant lloances a Jesús. El culte marià, de creixent importància dins el catolicisme a partir del segle xi, va atorgar tanmateix més prestigi als convents femenins, que semblaven més propers a la imatge de la Verge. Va influir igualment en una imatge positiva de la dona com a ésser angelical a qui havia d'adorar-se i servir, però també algú fràgil i necessitat de protecció. Aquest concepte convivia amb el tradicional de dona com a temptació, inspirat per la interpretació de la figura d'Eva.
Al marge de l'entrada en monestirs, van existir nombrosos moviments religiosos protagonitzats per dones. El més cèlebre és el de les beguines, que no volien ser monges però sí viure dedicades a servir Déu. Tot i que sovint vivien en beguinatges o centres comunals, no s'apartaven de la vida secular i eren ben presents a l'espai urbà de diversos països europeus, fent obra social, instruint-se i educant les nenes. Aquesta tasca pública es combinava amb la meditació i la pregària. Determinades beguines escollien una vida en solitari, mantenint un celibat voluntari. Al principi van ser lloades per la seva pietat, però posteriorment van ser perseguides pel seu qüestionament de les estructures de l'Església i per les seves prèdiques heterodoxes.

## L'estament no privilegiat
Les camperoles compartien les tasques de conreu de la terra, cura dels animals i algunes feines domèstiques amb els seus marits. Usualment elles s'encarregaven de collir els fruits gairebé en exclusiva. La bugada, la cuina i la cura dels nens també pertanyien a les dones. La família usualment feia dos àpats, dinar i sopar, i de vegades es prenia un esmorzar lleuger si s'esperava una jornada dura físicament. Calia cuinar el pa al forn comú, preparar les verdures i els complements i, si la família tenia més ingressos, rostir la peça de carn o fer un estofat. Cada casa tenia una llar de foc a la cambra principal on les dones de la casa cuinaven i conservaven el menjar fumant-lo o salant-lo per a un consum posterior.
Durant el feudalisme, els serfs eren considerats una propietat més del senyor i, per tant, les parelles havien de demanar el seu consentiment per casar-se. A més a més, legalment el noble tenia el dret de cuixa sobre la primera nit amb la núvia, si bé aquesta relació acostumava a tenir un caràcter simbòlic. Per als camperols, no calia sovint oficialitzar la unió, ja que no hi havia gaires béns en conflicte i, per tant, la nova parella senzillament passava a viure sota el mateix sostre després d'una festa amb els veïns. Tal com passava als estaments privilegiats, l'esposa depenia legalment del marit per a tot, i per això de vegades la viduïtat era vista com un alliberament, ja que aleshores la dona podia administrar els béns familiars. Una excepció a aquesta norma era la regió del País Basc, on el primer fill heretava sempre les terres familiars, fos un nen o una nena, i aquesta situació va portar a dones casades que controlaven les propietats i els marits.
La mitjana de fills era de 8-10 per parella, però calia considerar que molts infants no sobrevivien als primers anys per la pobresa i les malalties. La infància no era un període valorat, ja que els nens petits costaven de mantenir i molts d'ells no sobreviuen per rendibilitzar la inversió en forma de mans per a treballar o suport durant la vellesa dels pares. En el cas de les nenes, se les instava a treballar des de ben petites ajudant a les tasques domèstiques, cuidant els germans petits i la menstruació les convertia en adultes perquè podien casar-se i tenir descendència. Legalment, aquest pas es veu reflectit als textos com als dotze anys.

## Les prostitutes
La prostitució ocasional era una via per sortir de la misèria, especialment en aquells casos en què el marit moria sense deixar herències suficients. Aquesta convivia amb la prostitució com a professió, perseguida per l'Església i la llei secular, però àmpliament present a les ciutats medievals i fins i tot es justificava com a necessitat per prevenir la violació de les noies verges abans del matrimoni. Per això els bordells depenien sovint de les autoritats. Les fires i mercats eren llocs d'intercanvis sexuals freqüents i els cortesans alternaven les prostitutes amb relacions forçades o consentides amb les serventes dels castells.
Les prostitutes anaven amb el cabell solt com a signe del seu ofici i en alguns municipis havien de portar un distintiu cosit a la roba quan anaven a comprar, però aquesta legislació va perdre pes i l'aparença física diferia poc de les altres dones: era la posició social el que determinava el luxe en el vestit. Entre els seus costums, cal destacar que es rentaven més que la població general. Si entre les persones de ciutat era habitual la higiene completa un cop al mes i un manteniment setmanal, les meretrius eren famoses per usar més els banys i ser més desitjables per als seus clients.
Portaven sovint teles més brillants per cridar l'atenció. En diversos documents s'insta les "dones virtuoses" a no imitar el seu mode de vestir. De fet, si una dona portava una indumentària massa provocativa, no podia exigir després en un judici reparacions en cas de ser violada o assetjada. Igualment no podia acceptar regals propis dels obsequis a les prostitutes, ja que l'honra femenina (i per extensió, la de l'home de qui depenia cada esposa) es basava en la fidelitat (o castedat si no estava casada), però també en les aparences de contenció sexual.

## Les treballadores
Un dels pocs oficis que regularment van dur a terme les dones fora de la llar va ser el d'assistència al part. La feina de llevadora era reconeguda, al llarg de tota l'edat mitjana, com a tasca exclusiva o sovint complementària. Les mainaderes i dides de les classes benestants també podien ser professionals. Al segle xii es van recollir consells per dur a terme aquestes tasques als textos anomenats Trotula, on també es va recopilar informació àmplia sobre la medicina de les dones.
A la baixa edat mitjana va augmentar el nombre d'artesanes i comerciantes, especialment botigueres relacionades amb la cervesa o el tèxtil en les seves diferents variants. Existeixen testimonis de dones que van emigrar del camp a la ciutat per poder guanyar-se el pa de manera independent, per defensar els drets dels seus fills i escapar de matrimonis no desitjats (que haurien afectat també l'herència dels seus infants). Aquestes dones van poder prosperar com a filadores, serventes en llars alienes o artesanes, si bé usualment amb un sou inferior al dels homes de la mateixa professió. Algunes d'elles havien de treballar per un temps limitat per guanyar el dot que la família havia de pagar al seu futur marit. El cost de la vida urbana, però, va provocar que aquests contractes temporals s'allarguessin per sempre, especialment pel que fa al servei domèstic.

## Vestimenta femenina medieval
El vestit medieval començava amb una camisa llarga que a tall de túnica servia de roba interior i camisó si feia fred. Per sobre hi havia el vestit de carrer, que amb el pas dels segles es va fer més i més ornamentat. Una cotilla estrenyia la cintura per fer ressaltar els malucs. Els tints eren cars i escassos i per això les dones d'estaments inferiors portaven roba de lli natural o bé submergit en pigments foscos, blaus o negres, per amagar les taques. Les joves podien anar de blau cel o gris clar. Les dones nobles, en canvi, optaven per tons més luxosos i al costat dels blaus i porpres podien mostrar vestits vermells i verds de mànigues progressivament més àmplies. A l'alta edat mitjana es podia portar una camisa per sobre del vestit lligada al pit, peça que posteriorment va passar a lligar-se pel costat per marcat l'escot amb ornaments i filigranes. El bust era considerat més bell si destacava un pit triangular, perquè denotava joventut i, per tant, el vestit amb el temps es va adaptar per destacar aquesta forma.
Per cobrir-se el cabell, sempre recollit excepte entre les classes més baixes perquè es considerava un símbol eròtic, les dones casades portaven vels, un ornament que va inspirar l'hàbit de monja clàssic. Era signe de bellesa mostrar un front ample, per la qual cosa van aparèixer estris per depilar el serrell i diademes per subjectar enrere els cabells. Per motius de pudor o pietat, es va posar de moda entre les dones més religioses, dins i fora de la vida conventual, portar una segona toca que es lligava a la barbeta.